# لعنت
لعنت یا لعن (به عربی: لَعْنَة) در اصل به معنی راندن است و در ادیان ابراهیمی به معنی دور شدن یا دور کردن بنده از رحمت خداوند یا قرار گرفتن در معرض عذاب الهی است. ضد آن سلام و صلاة است که به معانی درود و نیایش می‌باشند.
لعن انسان‌ها به معنای تقاضای قطع رحمت از درگاه خداوند برای طرف مقابل است. اما لعن به معنای محروم شدن از رحمت، لطف و برکات خداوند در دنیا و آخرت است. البته، باید توجّه داشت لعن الهی به این معنی نیست که خداوند در قالب الفاظ و به کار بردن لفظ لعن به اراده لعنت میپردازد؛ بلکه به مفهوم فعل طردی خدا، و به معنای دور ساختن ملعونان از رحمت خویش است که ملعون بر اثر آن، از رحمت الهی محروم می‌شود.

## انواع لعنت کردن
برای شخصان مشرور یا شیطانی به چند طریق لعنت می‌شوند.
| گویش                          | معنی             |
| ----------------------------- | ---------------- |
| لَعَنَهُ ٱللَّٰهُ (مفرد مذکر)         | خدا لعنتش کند    |
| لَعَنَهَا ٱللَّٰهُ (مفرد مؤنث)        | خدا لعنتش کند    |
| لَعَنَهُمَا ٱللَّٰهُ (جمع دوگانه)      | خدا لعنتشان کند  |
| لَعَنَهُمُ ٱللَّٰهُ (جمع مذکر)         | خدا لعنتشان کند  |
| لَعَنَهُنَّ ٱللَّٰهُ (جمع مؤنث)         | خدا لعنتشان کند  |
| عَلَيْهِ ٱللَّعْنَةُ (مفرد مذکر)       | بر او لعنت       |
| عَلَيْهَا ٱللَّعْنَةُ (مفرد مؤنث)      | بر او لعنت       |
| عَلَيْهِمَا ٱللَّعْنَةُ (جمع دوگانه)    | بر آنان لعنت     |
| عَلَيْهِمُ ٱللَّعْنَةُ (جمع مذکر)       | بر آنان لعنت     |
| عَلَيْهِنَّ ٱللَّعْنَةُ (جمع مؤنث)       | بر آنان لعنت     |
| لَعْنَةُ ٱللَّٰهِ عَلَيْهِ (مفرد مذکر)    | لعنتِ خدا بر او   |
| لَعْنَةُ ٱللَّٰهِ عَلَيْهَا (مفرد مؤنث)   | لعنتِ خدا بر او   |
| لَعْنَةُ ٱللَّٰهِ عَلَيْهِمَا (جمع دوگانه) | لعنتِ خدا بر آنان |
| لَعْنَةُ ٱللَّٰهِ عَلَيْهِم (جمع مذکر)    | لعنتِ خدا بر آنان |
| لَعْنَةُ ٱللَّٰهِ عَلَيْهِنَّ (جمع مؤنث)    | لعنتِ خدا بر آنان |